# 富士よ夢よ友よ
「しずおか賛歌 富士よ夢よ友よ」（しずおかさんか ふじよゆめよともよ）は静岡県の県民愛唱歌である。
ふるさと創生事業で全国の自治体に交付された1億円の資金を原資として1989年（平成元年）に作詞および作曲の一般公募が実施され、作詞部門1048編から藤枝市の白鳥時次・作曲部門の応募作1668編から静岡市の南荘宏（静岡混声合唱団TERRA代表）の応募作が入選となり翌1990年（平成2年）制定された。制定時、地元のSBSラジオでは、県政番組「こんにちは県庁です」などで、録音されることを前提としてカセットテープの準備を促したり録音開始のタイミングを告知してから放送されていた。また、東芝EMI（現ユニバーサルミュージック・EMI Records）により島田歌穂が歌唱するCDシングルが製作され、枚数限定で希望者に無料配布された。
現在は選挙期間中に街宣車で流されるのを始め県の広報活動で頻繁に使用されており、県内での認知度は1968年（昭和43年）に制定された正規の県民歌である「静岡県歌（あけゆく朝）」よりも高いとされる。静岡県立美術館が主力展示であるオーギュスト・ロダンの作品をモチーフにして考案した「ロダン体操」の曲としても使用されている。